# Perticara
Perticara (Pertichèra o Pargàia nel dialetto locale) è una frazione appartenente al comune di Novafeltria, in provincia di Rimini, nell'Emilia-Romagna. Si trova a 650 m s.l.m. ed è sovrastata dalla formazione rocciosa del Monte Aquilone (883 m s.l.m.). Il paese è conosciuto per la grande miniera di zolfo, chiusa nel 1964.
Il 15 agosto 2009 la frazione, assieme a Novafeltria e ad altri sei comuni dell'Alta Valmarecchia, è passata dalla regione Marche (provincia di Pesaro e Urbino) alla regione Emilia-Romagna.

## Geografia fisica

### Territorio
Il territorio, che si sviluppa alle pendici del monte Aquilone, è racchiuso tra la provincia di Forlì-Cesena e la provincia di Rimini; inizia con la località di Cà Gianessi (Novafeltria) per estendersi e confinare con le località di Botticella (Sant'Agata Feltria), Ugrigno (Sant'Agata Feltria), e Savignano di Rigo (Sogliano al Rubicone)
Il terreno è geologicamente formato essenzialmente da un complesso misto prevalentemente argilloso, e da marne argillose grigiastre, bianco-sabbiose.
Classificazione sismica: zona 2 (sismicità media).

#### Idrografia
Il paese è bagnato dal torrente Fanante che nasce nei pressi di Ugrigno (400 m s.l.m.) e prosegue il suo percorso fino a sfociare nel fiume Savio a Sarsina.
Abbondano falde acquifere naturali che sgorgano vive dal terreno o a pochi metri sotto terra.

#### Orografia
La cima più alta è il monte Aquilone che tocca 883 m s.l.m.

## Storia

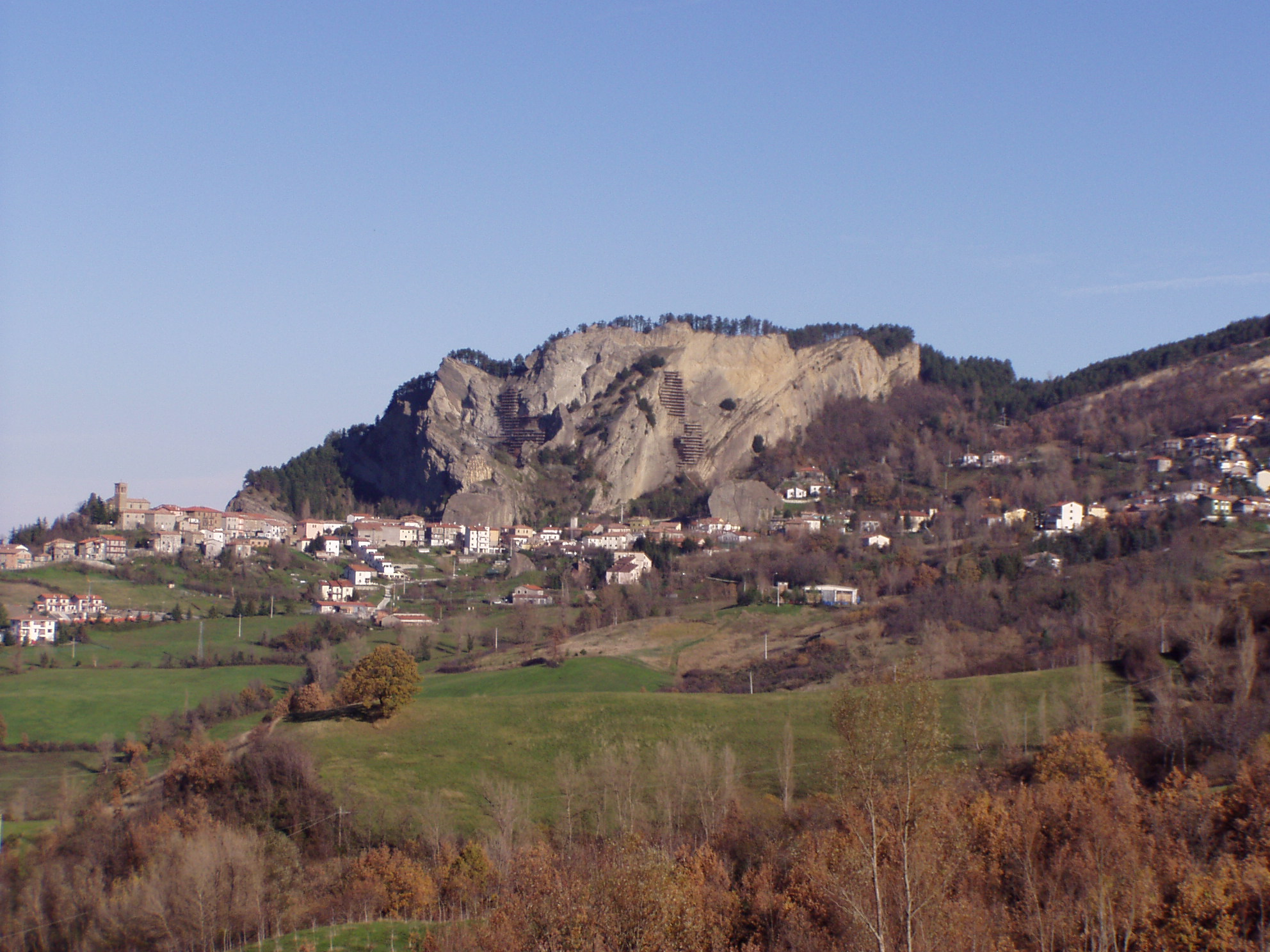
Veduta panoramica del paese dalla località di Camporosso.

Intorno all'anno mille Perticara era denominata Montefalco.
La storia del paese è legata alla  grande miniera (Buga in dialetto locale).
Dei giacimenti di zolfo narra già lo storico greco Strabone (60 a.C.-20 d.C.), nella sua "Geografia", in cui parla della zona, nella quinta provincia (Italia), compresa tra l'Esino e il Rubicone, tra l'Appennino e il Mare Adriatico.

### La miniera di zolfo
La miniera, che è oggi parte del Parco museo minerario delle miniere di zolfo delle Marche e dell'Emilia-Romagna istituito nel 2005 dal Ministero dell'ambiente e della tutela del territorio e del mare, era un labirinto esteso per più di 7,5 chilometri quadrati nella direzione sud-nord più di 4000 metri nella direzione ovest-est. Questa città sotterranea era composta da oltre 100 chilometri di gallerie, da discenderie e rimonte, fornelli (pozzi interni), il tutto distribuito su nove livelli comunicanti con l'esterno tramite quattro discenderie e sette pozzi. 

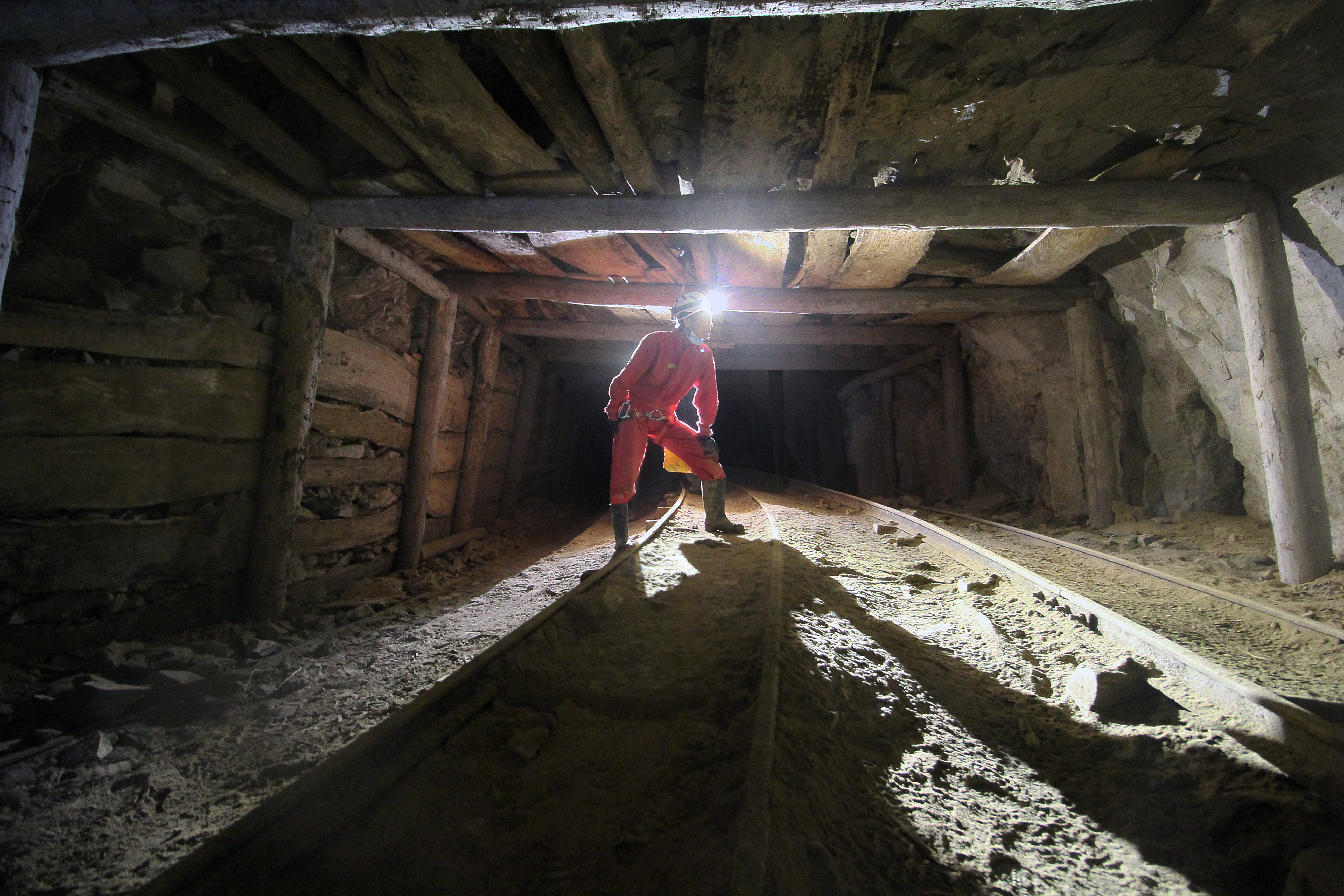
Una delle gallerie della miniera ove l'ambiente è percorribile senza l'ausilio di autorespiratori e bombole di ossigeno portatili.

A partire dal 1917 ne acquisì la concessione di sfruttamento la società Montecatini che la portò ai massimi livelli con l'impiego di circa 1600 dipendenti tra cantieri sotterranei, esterni e uffici. La miniera chiuse definitivamente i battenti nel 1964, a causa della concorrenza dei grandi giacimenti americani, dove lo zolfo veniva estratto a minor costo con una nuova tecnica; gli ex minatori furono costretti a trasferirsi per mancanza di lavoro nelle grandi città. Oggi della miniera è rimasto un cantiere di lavorazione, il Certino, trasformato nel museo Sulphur grazie anche ai fondi del Parco dello zolfo di Marche e Romagna.

## Monumenti e luoghi d'interesse

### Architetture religiose
- Chiesa parrocchiale di San Martino
- Chiesetta di Santa Maria di Ca’ del Tozzo
- Chiesa di Santa Barbara

## Cultura

### Musica

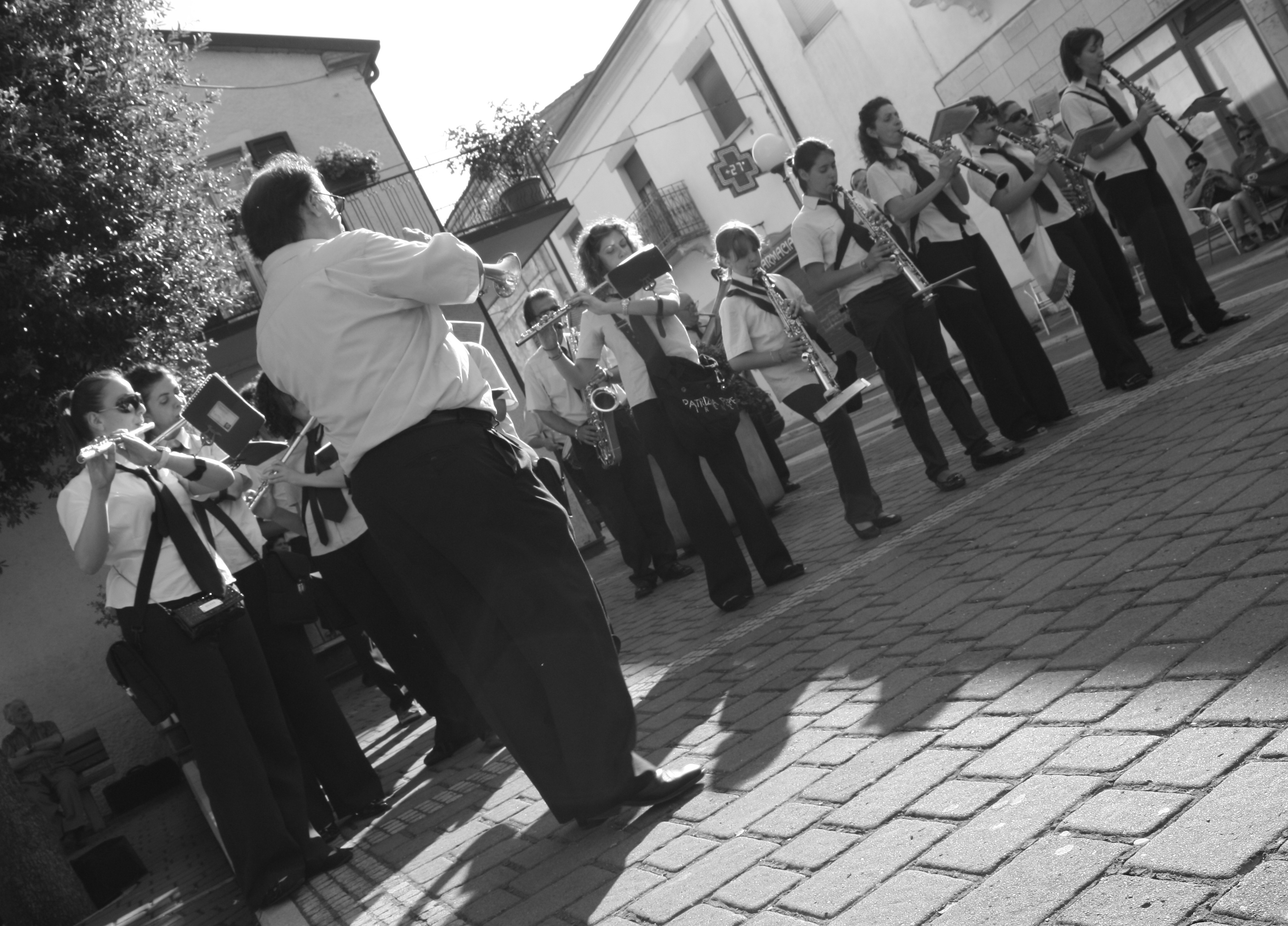
La Banda Musicale Minatori durante una festa religiosa a Perticara.

La Banda Musicale Minatori Perticara nacque nel 1860 con il nome di Società filarmonica di Perticara. Nel 1954 vinse il concorso "Convegno regionale per Bande Musicali Marchigiane". Fu rifondata dopo lo scioglimento del 1964 con la chiusura della miniera e la conseguente partenza dei minatori/suonatori.

### Musei
- Museo Sulphur o Museo storico minerario di Perticara, inserito nel Parco museo minerario delle miniere di zolfo delle Marche e dell'Emilia-Romagna.

(Così scrisse un minatore con del gesso sull'ultimo carrello uscito dalla miniera nell'aprile del 1964)

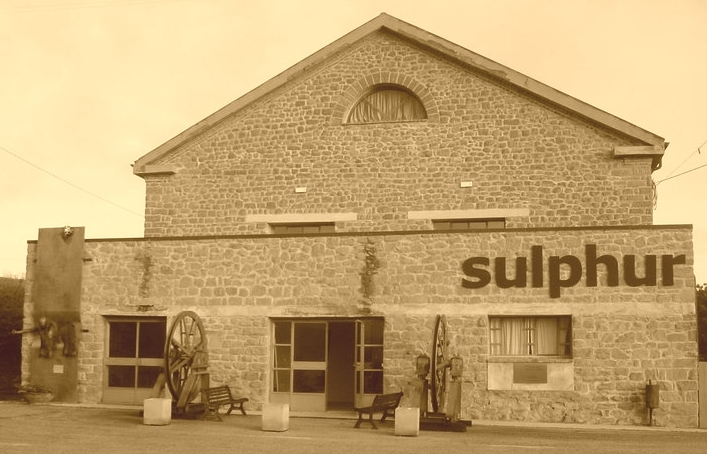
Museo Sulphur - Facciata d'ingresso con il monumento dedicato ai caduti in miniera.

Nel 1970 viene creato un primo museo nel centro del paese e, dal 1980 si iniziano a restaurare gli edifici dell'ex Cantiere Solfureo Certino costruiti dalla Montecatini a partire dal 1917, che rappresentano il periodo di massima attività produttiva della miniera. 
Nel 2002, dopo un trentennale lavoro di ricerca, il patrimonio di reperti acquisiti trova  collocazione negli ambienti originali, vicino al pozzo Vittoria.
La sequenza delle sale è suddivisa in due percorsi tematici: il primo è una ricca collezione di rocce e minerali proveniente da tutto il mondo con riferimenti alla genesi, alla struttura cristallina e alla classificazione chimica; il secondo racconta la storia della miniera e il processo di lavorazione dello zolfo, dall'estrazione fino alla fusione. 
Il cristallo di zolfo più grande al mondo è stato estratto in questa miniera ed è stato donato dall'Ing. Mezzena al museo di storia naturale di Milano.

## Sport
Ha sede nella località la società di calcio A.C.D. Perticara, che disputa campionati dilettantistici regionali. Raggiunse come massimo risultato la serie C.